# Un caso d'incoscienza
Un caso d'incoscienza è un film per la televisione del 1985 diretto da Emidio Greco.

## Trama
Erik Sander, un ricco industriale svedese, scompare misteriosamente dopo una crociera. Anderson, un giornalista, inizia ad indagare sull'evento.